# Running (canción de Evermore)
«Running» es el primer sencillo del grupo de origen neozelandés de rock alternativo Evermore, tomado de su segundo álbum de estudio, Real Life, lanzado en 2006 por Warner Music. 
El sencillo fue lanzado el 3 de junio de 2006 en formato sencillo en CD y descarga digital a través de iTunes.

## Video musical
El video musical contiene a la banda explorando diferentes países y ciudades del mundo como Hong Kong, Sídney, Londres y El Cairo. También tiene tomas de la banda caminando por una playa de Nueva Zelanda en las cuales se puede ver la isla de Rangitoto al fondo.

## Lista de canciones
Todas las canciones escritas y compuestas por Dann Hume. 
| Sencillo en CD / iTunes EP |                             |          |  |
| N.º                        | Título                      | Duración |  |
| 1.                         | «Running»                   | 4:24     |  |
| 2.                         | «Broken Glass»              | 3:26     |  |
| 3.                         | «Not Who You Think You are» | 3:50     |  |
| 4.                         | «Dry»                       | 3:18     |  |

## Posición en las listas
Running alcanzó el puesto 5 en el ARIA Singles Chart y el puesto 4 en el New Zealand Singles Chart.
| Lista (2006)                  | Posición |
| ----------------------------- | -------- |
| Australian ARIA Singles Chart | 5        |
| New Zealand Singles Chart     | 4        |

## Lanzamiento
| Región    | Fecha              | Sello        | Formato              | Catálogo   |
| --------- | ------------------ | ------------ | -------------------- | ---------- |
| Australia | 3 de junio de 2006 | Warner Music | CD, Descarga digital | 5101142132 |

## Personal
- Jon Hume - vocales, guitarra
- Peter Hume - vocales, teclados, bajo
- Dann Hume - vocales, batería